# Tréflaouénan
Tréflaouénan (bretonisch Trelaouenan) ist eine französische Gemeinde mit 523 Einwohnern (Stand 1. Januar 2022) im  Département Finistère in der Region Bretagne.

## Lage
Die Gemeinde befindet sich im Norden der Bretagne, sieben Kilometer südlich der Atlantikküste. 
Morlaix liegt 20 Kilometer südöstlich, die Groß- und Hafenstadt Brest 39 Kilometer südwestlich und Paris etwa 470 Kilometer östlich (Angaben in Luftlinie).

## Verkehr
Bei Landivisiau und Morlaix gibt es Abfahrten an der Europastraße 50 (Brest-Rennes) und Regionalbahnhöfe an der überwiegend parallel verlaufenden Bahnstrecke.
Der Bahnhof von Brest ist Endpunkt des TGV Atlantique nach Paris und der Flughafen Aéroport de Brest Bretagne nahe Brest ist der nächste Regionalflughafen.

## Bevölkerungsentwicklung
| Jahr                       | 1962 | 1968 | 1975 | 1982 | 1990 | 1999 | 2009 | 2017 |
| Einwohner                  | 602  | 567  | 519  | 509  | 432  | 434  | 534  | 510  |
| Quellen: Cassini und INSEE |      |      |      |      |      |      |      |      |

## Sehenswürdigkeiten
- Kirche Saint-Léonor, Monument historique
- Herrenhaus Manoir de Créac'hingar, Monument historique

|  |  |